# Acacia langsdorffii
Acacia langsdorffii é uma espécie de leguminosa do gênero Acacia, pertencente à família Fabaceae.